# Hunga Tonga
Hunga Tonga – wulkaniczna wyspa o wielkości 200 ha na Oceanie Spokojnym położona 45 km na północny zachód od stolicy Tonga – Nukuʻalofa, powstała w grudniu 2014 w wyniku erupcji podwodnego wulkanu o tej samej nazwie. Początkowo uważano, że wyspa ulegnie zatopieniu w ciągu kilku miesięcy od powstania, jednak podczas zjazdu Stowarzyszenia Amerykańskich Geofizyków w grudniu 2017 ogłoszono, że nastąpi to w latach 2040–2050.
Wulkan wznosi się z dna oceanicznego na wysokość ok. 2 km w miejscu subdukcji płyty pacyficznej, która wsuwa się pod płytę australijską z prędkością 24 cm na rok. 

## Erupcja w 2022 roku

Erupcja wulkanu Hunga Tonga z dnia 15 stycznia 2022 widoczna z kosmosu

15 stycznia 2022 na wyspie doszło do erupcji, w wyniku której powstał słup pyłu wysoki na 55 kilometrów (dolne warstwy mezosfery). Jednocześnie erupcja wyrzuciła do stratosfery ok. 150 mln ton pary wodnej.
Na zdjęciach satelitarnych zarejestrowano pojawienie się w pyle i zachmurzeniu kręgów świadczących o rozchodzeniu się fal grawitacyjnych. Fale związane z erupcją obiegły cały glob – związane z nimi zaburzenia ciśnienia zarejestrowano na wielu stacjach meteorologicznych, także w Polsce w Warszawie i na Kasprowym Wierchu. Na podstawie danych o wzroście ciśnienia spowodowanych przez falę Sam Rigby z Uniwersytetu Sheffield i Jorge Díaz z Uniwersytetu Indiany obliczyli energię wybuchu na 61 megaton trotylu. 
Erupcja wywołała także fale tsunami sięgające 2 metrów. Fale tsunami odnotowano między innymi na wyspach Tonga, Fidżi, Samoa Amerykańskim oraz w Japonii.